# Tish Ambrose
Tiffany Clark (Texas; 21 de enero de 1955) es una ex actriz pornográfica estadounidense.

## Biografía
Tish Ambrose nació en el estado estadounidense de Texas en enero de 1955. Acudió al instituto, donde fue cheerleader. Después de graduarse en la Universdidad, comenzó a trabajar como bailarina y estríper en algunos clubes del estado de Maine, donde conoció a la actriz pornográfica Georgina Spelvin, famosa por protagonizar la película The Devil in Miss Jones, quien la animó a internarse en la industria; si bien Ambrose decidió no aceptar de momento.
Tiempo después de ese encuentro, y trabajando Ambrose como azafata y ama de llaves en un hostal y bar, conoció a quien sería su marido, Dave Ambrose, con quien se casaría años más adelante y que sería el impulsor definitivo de su entrada en la industria pornográfica, que sucedió en 1981, cuando Tish tenía 26 años.
Como actriz trabajó para estudios como Gourmet Video Collection, Pleasure Productions, Wet Video, VCA Pictures, Prestige, Vidco, LA Video, Caballero, Command Video, AVC, Odyssey, Video Team o Fat Dog, entre otros.
En 1988 recibió sus dos únicas nominaciones en los Premios AVN. Fue nominada al premio de Mejor actriz por Lilith Unleashed y ganó el de Mejor actriz de reparto por Firestorm II.
A fines de los años 1980 se divorció. Se retiró de la industria como actriz en 1993, habiendo aparecido en un total de 98 películas.
Algunas películas suyas fueron American Babylon, Cabaret Sin, Decadence, Hot Lips, In Love, Maneaters, One Night In Bangkok, Perfection, Sex Aliens, Tunnel of Love o Voyeur.

## Premios y nominaciones
| Año  | Ceremonia    | Resultado | Premio                  | Trabajo                   |
| ---- | ------------ | --------- | ----------------------- | ------------------------- |
| 1984 | Premios XRCO | Ganadora  | Mejor actriz            | Every Woman Has a Fantasy |
| 1988 | Premios AVN  | Nominada  | Mejor actriz            | Lilith Unleashed          |
| 1988 | Premios AVN  | Ganadora  | Mejor actriz de reparto | Firestorm II              |